# Stirexephanes
Stirexephanes is een geslacht van vliesvleugelige insecten (Hymenoptera) uit  familie van de gewone sluipwespen (Ichneumonidae). De wetenschappelijke naam van het geslacht is voor het eerst geldig gepubliceerd in 1912 door de Engelse entomoloog Peter Cameron. Cameron beschreef tevens de eerste soort, Stirexephanes melanarius die werd ontdekt op Borneo.

## Soorten[2]
- Stirexephanes albitrochanterus (Uchida, 1956)
- Stirexephanes efferus (Tosquinet, 1903)
- Stirexephanes ignotus (Heinrich, 1934)
- Stirexephanes impictus Heinrich, 1934
- Stirexephanes koebelei (Ashmead, 1906)
- Stirexephanes kulingensis (Uchida, 1937)
- Stirexephanes latimodjongis (Heinrich, 1934)
- Stirexephanes melanarius Cameron, 1912
- Stirexephanes muticus (Cushman, 1922)
- Stirexephanes parvidentatus (Uchida, 1932)
- Stirexephanes pictus (Heinrich, 1934)
- Stirexephanes signatus (Tosquinet, 1903)
- Stirexephanes triangulifer (Cameron, 1911)
- Stirexephanes tricolor (Uchida, 1932)